# Benno Gut
Benno Walter Gut OSB, né le 1er avril 1897 à Reiden en Suisse et mort le 8 décembre 1970 à Rome, est un bénédictin, cardinal de la curie romaine. 

## Biographie

### Moine et prêtre
Walter Gut entre le 1er mai 1918 à l'abbaye d'Einsiedeln et prend le nom de religion de Benno, en l'honneur de Bennon de Metz. Il étudie à l'université de Bâle, à l'athénée pontifical Saint-Anselme de Rome, et à l'Institut biblique pontifical. Il est ordonné prêtre en 1921 et poursuit ses études jusqu'à son retour à Einsiedeln en 1923. Il retourne à l'athénée Saint-Anselme en tant que doyen de 1930 à 1939. De nouveau à Einsiedeln, il dirige alors l'école de l'abbaye.

### Père abbé
Il est élu abbé d'Einsiedeln, le 15 avril 1947, et est installé le 5 mai suivant par le nonce apostolique en Suisse, Filippo Bernardini.
La Confédération bénédictine le choisit comme abbé-primat, le 24 novembre 1959 et il retourne donc à Saint-Anselme, où résident les abbés-primats bénédictins.

### Évêque et cardinal
Le pape Paul VI le nomme évêque titulaire (ou in partibus de Thuccabora (de) le 10 juin 1967. Il est consacré par le cardinal-doyen Eugène Tisserant à Einsiedeln, le 18 juin 1967, les autres consécrateurs étant Joseph Hasler, évêque de Saint-Gall et Johannes Vonderach, évêque de Coire. 
Benno Gut est créé cardinal peu après, lors du consistoire du 26 juin, avec le titre de cardinal-diacre de San Giorgio in Velabro.
Il est nommé cardinal-préfet de la Sacrée Congrégation des rites le 29 juin 1967 et il démissionne de son poste d'abbé-primat de la confédération bénédictine, le 8 septembre 1967.
Le 9 janvier 1968, il succède au cardinal Giacomo Lercaro en tant que Président du Consilium ad exsequendam Constitutionem de Sacra Liturgia, commission chargée d'exécuter la réforme liturgique issue de Vatican II.
Le cardinal Gut est nommé cardinal-préfet de la Congrégation pour le culte divin le 7 mai 1969.
Il meurt à Rome le 8 décembre 1970  et est enterré à l'abbaye d'Einsiedeln.